# Studios d'Arpajon
Les Studios d'Arpajon sont des studios de cinéma situés à Saint-Germain-lès-Arpajon dans l'Essonne.

## Historique
Situés rue des Cochets, ils sont nommés « Studios 91 ».
Dix studios de tournage ont été aménagés dans un ancien hangar agricole. En 1995, les studios sont rachetés par le groupe Euromedia France, année d'adoption de leur nom de « Studios d'Arpajon ».
Les derniers longs métrages ont été tournés en 2008. Les derniers tournages de publicités ont été réalisés en 2012, année de fermeture de l'ensemble des studios.
En 2018, les studios ont repris du service en intégrant les studios Diamond SP avec, comme premier tournage en mai 2018, le film dansé de Mehdi Meddaci, Frapper sur l'eau, sur le plateau de 800 m² dit le « plateau 5 ».

## Plateaux[3]
| PLATEAU      | Surface globale | Longueur | Largeur | Hauteur |
| ------------ | --------------- | -------- | ------- | ------- |
| Plateau 1    | 500 m²          | 24,60 m  | 19,20 m | 5,30 m  |
| Plateau 2    | 600 m²          | 28,80 m  | 18,80 m | 5,30 m  |
| Plateau 3    | 400 m²          | 19,40 m  | 19,25 m | 5,20 m  |
| Plateau 4/5  | 1 000 m²        | 39,70 m  | 24,35 m | 7,40 m  |
| Plateau 6    | 1 000 m²        | 39 m     | 23,50 m | 8,45 m  |
| Plateau 7    | 400 m²          | 19,30 m  | 19,20 m | 5,90 m  |
| Plateau 8    | 600 m²          | 29 m     | 19,10 m | 6,50 m  |
| Plateau 9    | 1 300 m²        | 44,20 m  | 27,30 m | 12 m    |
| Plateau 4000 | 4 000 m²        | 80 m     | 40 m    | 17,50 m |

## Filmographie
- Ada dans la jungle de Gérard Zingg et L'Invité surprise de Georges Lautner sortis en 1988 ;
- Monsieur Hire de Patrice Leconte[4], Romuald et Juliette de Coline Serreau, Suivez cet avion de Patrice Ambard[5], Les Deux Fragonard de Philippe Le Guay et Zanzibar de Christine Pascal sortis en 1989 ;
- Stan the Flasher de Serge Gainsbourg[6], La Gloire de mon père et Le Château de ma mère d'Yves Robert, Cyrano de Bergerac de Jean-Paul Rappeneau, Maman de Romain Goupil et Le Mari de la coiffeuse de Patrice Leconte sortis en 1990 ;
- La Reine blanche de Jean-Loup Hubert et Simple mortel de Pierre Jolivet sortis en 1991 ;
- La Fille de l'air de Maroun Bagdadi, La Voix de Pierre Granier-Deferre et Siméon d'Euzhan Palcy sortis en 1992 ;
- Smoking / No Smoking d'Alain Resnais[7], À l'heure où les grands fauves vont boire de Pierre Jolivet, Louis, enfant roi de Roger Planchon et Toxic Affair de Philomène Esposito sortis en 1993 ;
- La Dernière carte de Sergio Gobbi et Le Sourire de Claude Miller sortis en 1994 ;
- La Cité des enfants perdus de Marc Caro et Jean-Pierre Jeunet[8] et Fast de Dante Desarthe sortis en 1995 ;
- Bernie d'Albert Dupontel sorti en 1996 ;
- Assassin(s) de Mathieu Kassovitz, Bouge ! de Jérôme Cornuau, Héroïnes de Gérard Krawczyk, Un amour de sorcière de René Manzor, Une femme très très très amoureuse d'Ariel Zeitoun et On connaît la chanson d'Alain Resnais sortis en 1997 ;
- L'Homme au masque de fer de Randall Wallace, Que la lumière soit ! d'Arthur Joffé, Serial Lover de James Huth et Une chance sur deux de Patrice Leconte sortis en 1998 ;
- Quasimodo d'El Paris de Patrick Timsit, Astérix et Obélix contre César de Claude Zidi, Augustin, roi du kung-fu d'Anne Fontaine, La Fille sur le pont de Patrice Leconte, Peut-être de Cédric Klapisch, Pola X de Leos Carax et Romance de Catherine Breillat sortis en 1999 ;
- La Vache et le Président de Philippe Muyl, La Veuve de Saint-Pierre de Patrice Leconte, Le Prince du Pacifique d'Alain Corneau[9], D'un rêve à l'autre d'Alain Berliner, Épouse-moi d'Harriet Marin et L'Extraterrestre de Didier Bourdon sortis en 2000 ;
- À ma sœur ! de Catherine Breillat[10], Félix et Lola de Patrice Leconte, Le Petit Poucet d'Olivier Dahan et Tanguy d'Étienne Chatiliez sortis en 2001 ;
- La Vie promise d'Olivier Dahan, Le Raid de Djamel Bensalah[11], Trois zéros de Fabien Onteniente, Le Boulet d'Alain Berberian et Frédéric Forestier et Femme fatale de Brian De Palma sortis en 2002 ;
- Lovely Rita, sainte patronne des cas désespérés de Stéphane Clavier et Pas sur la bouche d'Alain Resnais sortis en 2003 ;
- Les Onze Commandements de François Desagnat et Thomas Sorriaux, Deux Frères de Jean-Jacques Annaud[12] et Blueberry, l'expérience secrète de Jan Kounen sortis en 2004 ;
- Iznogoud de Patrick Braoudé, L'Enfer de Danis Tanović et Imposture de Patrick Bouchitey sortis en 2005 ;
- Astérix aux Jeux olympiques de Frédéric Forestier et Thomas Langmann, 2008 : Bienvenue chez les Ch'tis de Dany Boon, sortis en 2008 ;
- Le Dernier Vol de Karim Dridi, Le Petit Nicolas de Laurent Tirard, OSS 117 : Rio ne répond plus de Michel Hazanavicius, sortis en 2009[13],[14].

## Télévision
- La Soirée des Enfoirés 1996 tournée sur le plateau 9 le dimanche 28 janvier 1996 et diffusée sur TF1.
- Claude François, chanteur populaire (1997), France 2
- Les Beaux Joueurs (1997), France 2

## Clips
- Les Mots (2001) de Mylène Farmer, réalisé par Laurent Boutonnat